# Gymnázium Písek
Gymnázium Písek je střední škola v Písku, která byla založena 9. listopadu 1778.

## Historie
Roku 1773 došlo ke zrušení gymnázia v Březnici a tehdejší prácheňský kraj se ocitl bez tohoto typu školy. Proto bylo do krajského města Písku přeloženo gymnázium z Klatov, ve kterém se začalo vyučovat 9. listopadu 1778.
Škola zpočátku sídlila v Brichtově domě na Malém náměstí, který byl v roce 1850 zdemolován. Toho roku se škola přestěhovala do domu čp. 1 „U městské kompanie“ na Velkém náměstí. Základní kámen nové budovy gymnázia byl položen roku 1865, stavba byla zahájena 1870 a k otevření budovy došlo roku 1878.
V roce 1778 bylo na gymnázium zapsáno 77 žáků. V roce 1817 měla škola 150 žáků. V roce 1860 ústav prospíval tak, že počet jeho žáků vzrostl na téměř 500.
Dne 1. srpna 1993 získala škola právní subjektivitu. Novela školského zákona z roku 1996 otevřela studium pro žáky sedmého ročníku ZŠ (pětileté dvojjazyčné studium se stalo šestiletým).

## Současnost
Gymnázium je veřejná střední škola, sídlí na adrese Komenského 89/20, Písek. Ředitelem školy byl v roce 2021 Mgr. Michal Drnec.

### Studijní obory
- 1. studijní obor: 79-41-K/41  Gymnázium (čtyřleté, všeobecné)
- 2. studijní obor: 79-41-K/61 Gymnázium (šestileté, s rozšířenou výukou francouzského jazyka). Šestileté studium bylo zřízeno v roce 1991 ve spolupráci s frankofonní vládou Belgického království a vyučovacím jazykem je čeština a francouzština
- 3. studijní obor: 79-41-K/81 Gymnázium (osmileté, všeobecné)[7]

## Galerie

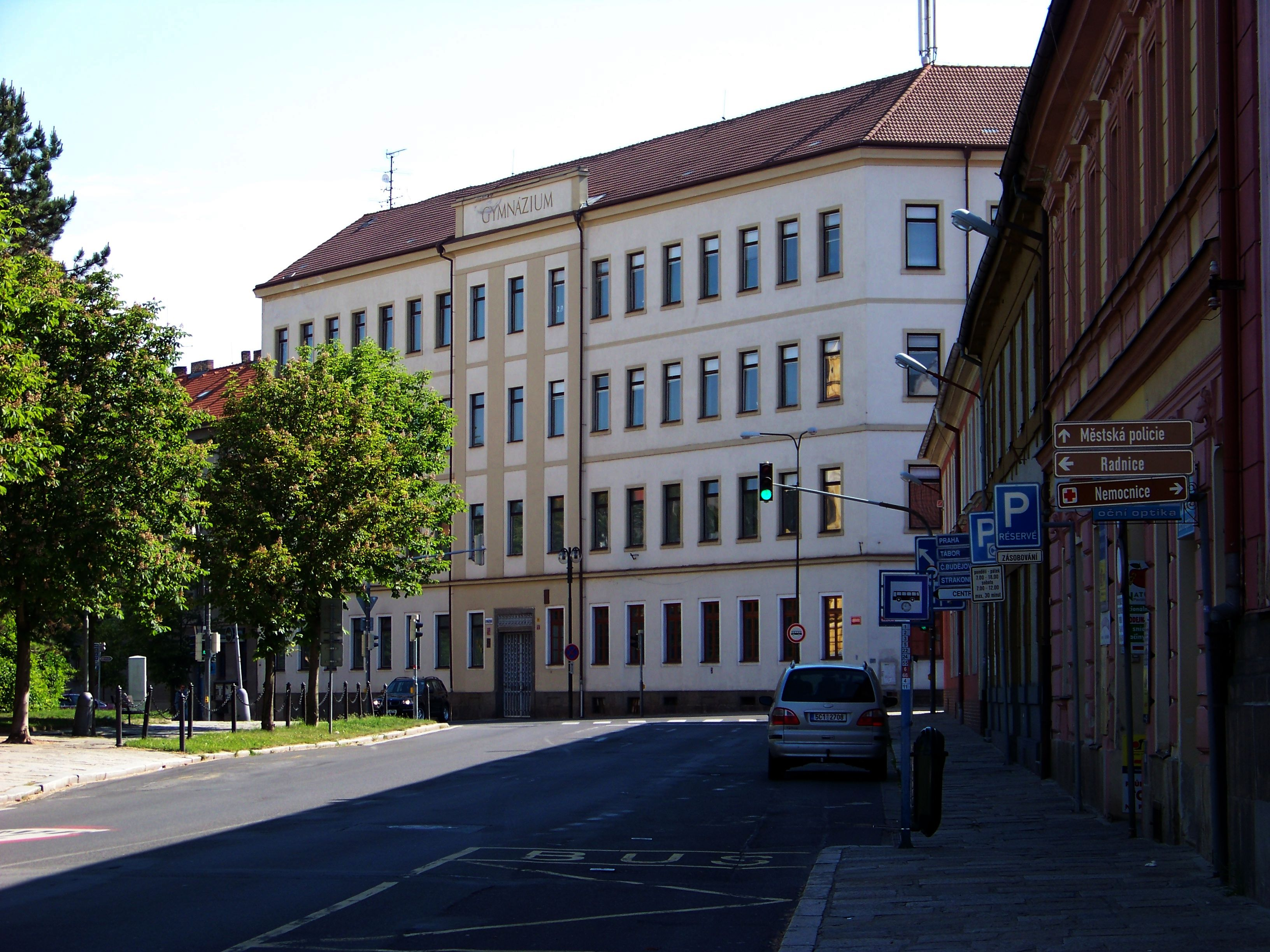
Budova Gymnázia
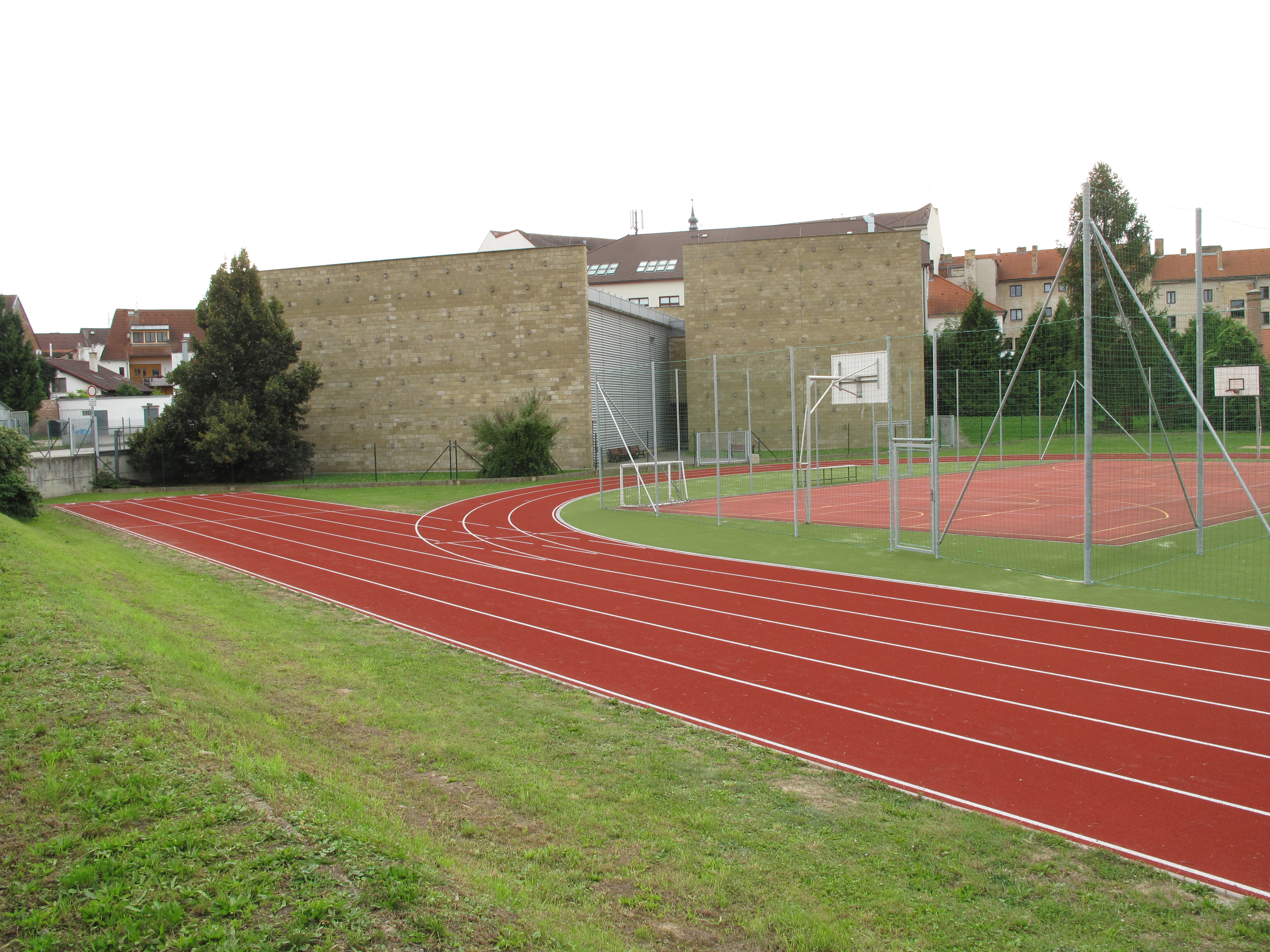
Sportoviště Gymnázia

## Významní absolventi a studenti
- Mikoláš Aleš (1865) – malíř
- Miloslav Cicvárek – malíř
- František Ladislav Čelakovský
- Slavomil Hejný
- Antonín Sova (1880–1885)
- Ladislav Stroupežnický
- Fráňa Šrámek (do 6. ročníku, studium dokončil v Roudnici nad Labem) – básník